# Starsky et Hutch (jeu vidéo)
Starsky et Hutch est un jeu vidéo sorti en juin 2003 sur PC, PlayStation 2 et Xbox. Puis en octobre 2003 sur GameCube et Game Boy Advance. C'est un jeu orienté vers l'action et la course. Il permet de conduire la Zebra-3 ou d'autres voitures du jeu tout en arrêtant les malfrats.
Il est tiré de la série éponyme. En version originale, on retrouve Antonio Fargas qui reprend son rôle, prêtant sa voix à Huggy les bons tuyaux et effectuant la narration des cinématiques. La version française du jeu reprend le générique de la série chanté par Lionel Leroy pour l'introduction et le menu du jeu.

## Système de jeu

### Généralités
Le jeu suit les aventures de David Starsky et Ken Hutchinson à travers une aventure découpée en trois saisons de 6 épisodes. Dans ces missions, les joueurs contrôlent la fameuse Gran Torino de Starsky.
Fait assez unique dans un jeu, il possède un système d'audimat, représentant les "téléspectateurs" assistant à la mission. Ce nombre grimpe si le joueur effectue des cascades, tire sur l'ennemi ou ramasse des bonus, et descend s'il effraie des piétons ou entre en collision avec des véhicules civils ou des bâtiments. Si l'audimat tombe à zéro, la mission est échouée.
Le jeu peut se jouer seul entièrement au clavier, mais est pensé pour se jouer à deux, un joueur contrôlant la voiture avec le clavier et le second tirant sur les ennemis avec la souris. Divers items peuvent être gagnés, soit en roulant dessus (nouvelles armes, bonus d'audimat, jetons d'Huggy...) ou en tirant dessus (bonus d'audimat, bonus d'adhérence, sirène, dégâts doubles...).
Les missions sont principalement des courses-poursuites, mais certaines consistent en l'escorte et la protection de véhicules alliés tandis que l'une consiste à aller de cabine téléphonique en cabine téléphonique afin qu'un malfrat nous indique où est retenu un otage (concept directement inspiré d'un épisode de la seconde saison de la série télévisée).

### Mode «Balade»
Ce mode de jeu n'a pas d'objectif précis. Le joueur doit simplement ramasser des badges à travers la ville, en choisissant entre 22 véhicules qu'il peut débloquer en avançant dans la campagne.

### Bonus
En ramassant des cartes spéciales au fil des épisodes du jeu (deux par mission), le joueur peut accéder à des bonus comme une interview d'Antonio Fargas, des images de la série, la musique du jeu, les cinématiques du jeu, etc.

## Synopsis

### Saison 1
Dans le premier épisode, Starsky et Hutch se contentent d'intercepter une personne trop rapide au volant. Les deux policiers se retrouvent ensuite aux trousses de tueurs et de chefs de gangs, en particulier de Carlton Breezy dans le dernier épisode.
La saison contient six épisodes, à la difficulté croissante.

### Saison 2
Les gangsters de l'ancien gang de Breezy veulent tuer la famille d'Eddie Swann, un banquier qui s'est compromis dans des tractations louches. Il faut d'abord empêcher Swann d'être kidnappé, puis conduire la famille Swann saine et sauve à l'aéroport en la protégeant des tueurs sur son chemin. À partir de l'épisode 4, Paolo, un riche industriel propriétaire d'une usine à viande, kidnappe et menace de tuer Tamie, la femme de Hutch, si celui-ci ne suit pas ses indications au téléphone. Il faudra ensuite l'empêcher de s'enfuir de la ville au terme d'une histoire qui se sépare en deux épisodes.
Il y a au total six épisodes dans cette saison.

### Saison 3
Dans l'épisode 1, des prisonniers se sont échappés du pénitencier de Bay City à bord d'un bus blindé, et ont pris le chauffeur en otage. Starsky et Hutch doivent l'intercepter avant qu'il ne quitte la ville. Dans l'épisode 3, la Zebra 3 est volée par deux hommes de Kiley qui fuient en direction des limites de la ville. Dans cette saison finale, il faut également protéger le sénateur Richards des tueurs de Kiley, qui ont décidé de l'assassiner avant qu'il n'atteigne son ambassade. Dans le dernier épisode, Kiley planifie de s'échapper de Bay City avec un poids lourds chargé de munitions. Starsky et Hutch doivent faire face à la mission la plus difficile de toute leur carrière.
Cette dernière saison comporte six épisodes, comme les précédentes.

### Fin
Breezy, Paolo et Kiley sont enfin arrêtés. Bay City est tranquille.

### Épisodes spéciaux
Le jeu possède au total trois épisodes spéciaux, accessibles par des bonus récupérés en jeu. Une course oppose le joueur à trois autres concurrents qui, pour gagner, doivent franchir en premier une série de checkpoints. Une autre se concentre sur diverses cascades réalisables dans la ville, tandis que le troisième se concentre sur le tir de précision sur diverses cibles.

## Accueil
Starsky & Hutch a reçu des critiques mitigées sur toutes les plateformes, à l'exception de la version Game Boy Advance, qui a reçu des critiques généralement défavorables, selon l'aggrégateur Metacritic. En France, Jeux vidéo Magazine et Jeuxvideo.com lui accordent tous deux la note de 11/20.

## Projet de suite
Starsky et Hutch 2 avait été mis en chantier directement après le premier opus, et sa sortie était prévue courant 2004. Malgré quelques images promotionnelles du jeu, ce dernier a finalement été annulé.